# Тхоржевський Дмитро Олександрович
Дмитро Олександрович Тхоржевський (18 червня 1930, Київ — 10 січня 2002, Київ) — український науковець у галузі педагогіки, дослідник та інноватор трудового навчання і професійної підготовки учнів. Доктор педагогічних наук (1973), професор. Заслужений працівник освіти України (1995).
Майже півстоліття — викладач Національного педагогічного університету імені М. П. Драгоманова (1959—2002), засновник та завідувач кафедри трудового навчання та креслення. З проголошенням незалежності України — розробник Концепції виховання національної свідомості у середній школі, фундатор національної освіти. Співзасновник Національної академії педагогічних наук України. Автор понад 350 наукових робіт, серед яких більш ніж 50 посібників та 11 монографій.

## Життєпис
Народився 18 червня 1930 року у Києві в родині службовця Олександра Адамовича Тхоржевського (1897—1937) — волинянина з села Тристень з польським та німецьким корінням, начальника відділу праці й зарплатні заводу «Арсенал». Мати — Зінаїда Тимофіївна Бачелюк, родом з Глухова.
Мав тяжке дитинство. У 1933-му році радянська влада заарештувала батька трирічного Дмитра «за участь у шпигунсько-шкідницькій організації». За браком доказів через три місяці Олександр Адамович вийшов на свободу, але цього не дочекалася дружина — померла від загострення туберкульозу. У 1937-му році Олександр Тхоржевський був розстріляний за декількома статтями кримінального кодексу, зокрема, за 54-ою — «контрреволюційна діяльність» і «зрада батьківщини». Посмертно реабілітований в період хрущовської відлиги, у 1957-му році, «на підставі відсутності складу злочину».
Після смерті обох батьків Дмитро поперемінно жив у бабусі, тіток, найкращих друзів батька (одним з яких був дід майбутнього журналіста та педагога Олекси Підлуцького). Другом дитинства Тхоржевського був майбутній класик дитячої літератури Всеволод Нестайко.
Під час німецької окупації Києва, у 1943-му році, втратив бабусю, етнічну німкеню. Школу закінчив з золотою медаллю. У 17 років почав працювати на заводі, одночасно навчався у Київському індустріальному технікумі трудових резервів, який закінчив у 1952-му році.
Збирався вступити до військово-морського училища, але синові «ворога народу» шлях туди був зачинений. Тхоржевському довелося обирати навчальний заклад з недобором студентів — це був Київський політехнічний інститут, спеціальність «Технологія машинобудування, верстати та інструменти». Закінчив інститут у 1955-му році, відтоді ж, за розподіленням, три роки працював у Краматорському машинобудівному технікумі.
У 1959-му році став аспірантом Київського педагогічного інституту, відтоді ж — його викладач. У 1962-му році здобув науковий ступінь кандидата педагогічних наук із дисертацією «Изучение машины на примере токарного станка как один из важнейших элементов политехнического обучения в восьмилетней школе», у 1973-му — доктора педагогічних наук, захистивши дисертацію на тему «Дидактическое исследование системы трудового обучения».
Перші наукові роботи почав публікувати в кінці 1950-х, в 1965-му році написав першу монографію «Практичні заняття в учбових майстернях як засіб політехнічного навчання». Всього за своє життя створив понад 350 наукових робіт, серед яких більш ніж 50 посібників та 11 монографій. Заснував фаховий часопис «Трудова підготовка в закладах освіти», головним редактором якого був багато років.
У 1977-му році, в Педагогічному інституті, заснував кафедру трудового навчання та креслення, яку очолював до кінця життя. Коли Україна здобула незалежність, професор Тхоржевський розробив Концепцію виховання національної свідомості у середній школі, через що стикався з ворожістю з боку деяких колег-науковців, які ще нещодавно навчали учнів історії КПРС. Названий племінник Тхоржевського, журналіст Олекса Підлуцький, згадував:

| Якось у розмові зі мною, його, завжди такого стриманого та іронічного, немовби прорвало: «Розумієш, я б узагалі не робив цього, якби цим займався хтось інший. Але ж цього не робить ніхто. Все, що існує, — чисто формальне. А це ж нині найважливіше. Ніколи у нас не буде гідного життя, доки ми не навчимося любити і поважати власну державу. Так хочеться, щоб наша нація врешті підвелася з колін!» |
| |

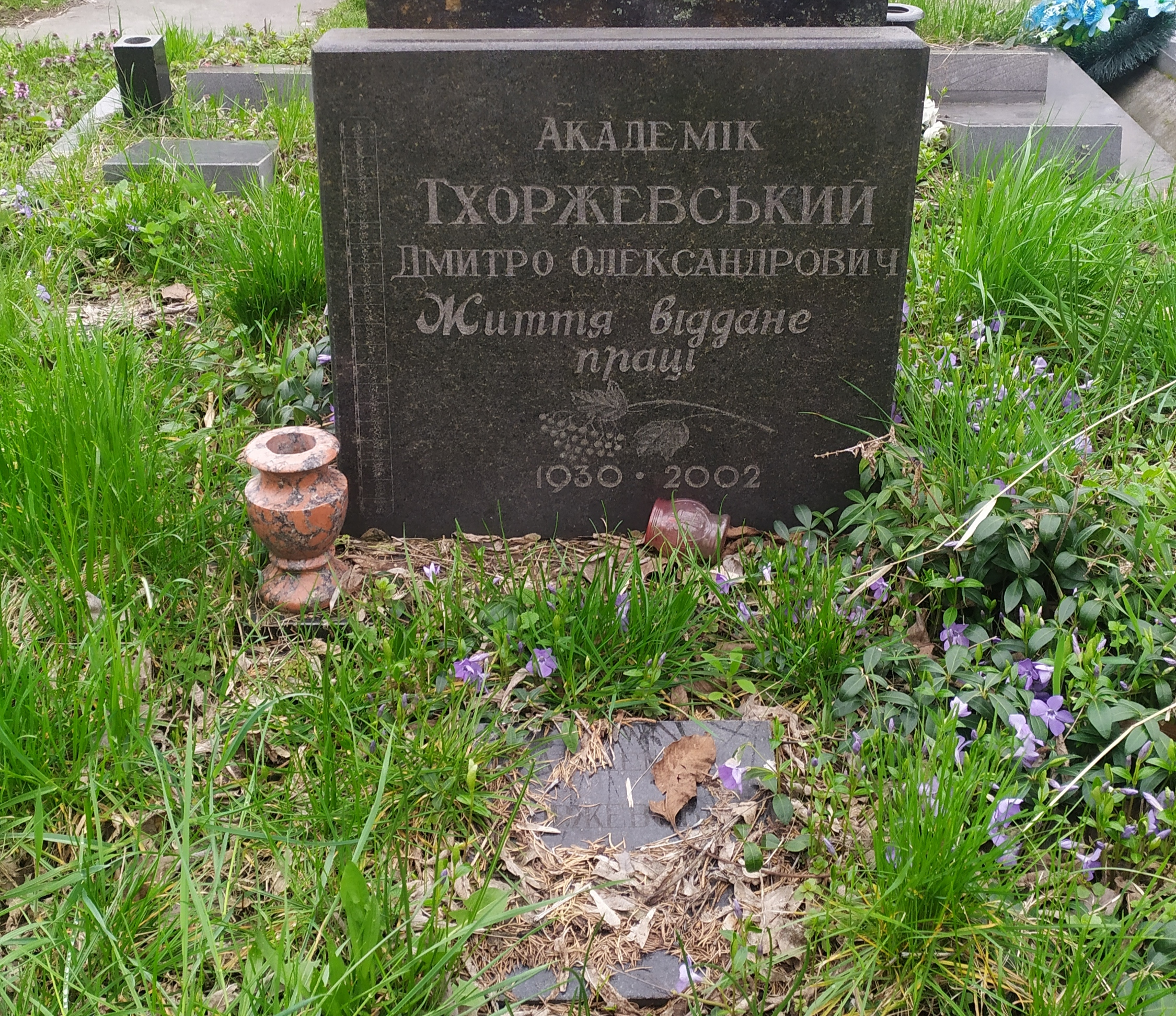
Могила Дмитра Тхоржевського, Байкове кладовище

Окрім цього, Тхоржевським створено підпрограму «Трудова підготовка» до Державної національної програми «Освіта (Україна XXI століття)» (1994), проект «Державного стандарту загальної середньої освіти в Україні („Технології“)» (1997), проект концепції «Трудове навчання у 12-річній загальноосвітній школі» (2001), яку тяжкохворий професор не встиг втілити у життя. У 1992-му році став одним з засновників Національної академії педагогічних наук України.
В останні роки життя хворів, пережив три операції на головному мозку. Помер 10 січня 2002 року. Похований в колумбарії Байкового кладовища.

### Особисте життя
Був одружений з Лідією Нестеренко, з якою познайомився під час роботи в Краматорському машинобудівному технікумі. Виховав двох дітей. Дочка Тетяна Тхоржевська — доктор педагогічних наук, професор, продовжила справу батька.

## Науковий доробок
- 1958 — «Учитывать требования производства» (стаття)
- 1959 — «Сегодня за партой — завтра у станка» (стаття)
- 1960 — «Зв'язок трудового навчання з вивченням основних наук» (стаття)
- 1960 — «До питання про вивчення обробки металів у восьмирічній школі» (стаття)
- 1961 — «Експериментальна перевірка програми з практичних занять у навчальній майстерні» (стаття)
- 1962 — «Изучение машины на примере токарного станка как один из важнейших элементов политехнического обучения в восьмилетней школе»: диссертация кандидата педагогических наук : 13.00.00. — Киев, 1962. — 221 с.
- 1963 — «Зв'язок у вивченні обробки металів із загальноосвітніми знаннями учнів» (стаття)
- 1964 — «Вимоги до змісту практичних занять в навчальних майстернях» (стаття)
- 1965 — «Політехнічне навчання і практичні заняття у шкільних майстернях» (стаття)
- 1966 — «Практичні заняття в учбових майстернях як засіб політехнічного навчання» (монографія)
- 1967 — «Методика трудового навчання в восьмирічній школі» (посібник)
- 1969 — «Вивчення елементів автоматизації виробничих процесів» (стаття)
- 1970 — «Основи металообробного виробництва» (посібник)
- 1970 — «Принцип політехнічної освіти в трудовому навчанні» (стаття)
- 1971 — «Узгодження вимог трудової й політехнічної підготовки учнів у процесі трудового навчання» (стаття)
- 1972 — «Дидактика трудового навчання» (монографія)
- 1973 — «Дидактическое исследование системы трудового обучения»: диссертация доктора педагогических наук : 13.00.01. — Киев, 1973. — 393 с. : ил.
- 1974 — «Технічна творчість у школі» (посібник)
- 1975 — «Система трудового навчання» (монографія)
- 1978 — «Уроки технічної праці в 5 класі» (посібник)
- 1979 — «Трудове виховання і професійна орієнтація школярів» (посібник)
- 1980 — «Проблеми навчання на уроках праці» (посібник)
- 1982 — «Наставничество в воспитании учащихся в общеобразовательной школе» (посібник)
- 1984 — «Пути совершенствования общетехнической подготовки квалифицированных рабочих в средних профтехучилищах» (монографія)
- 1984 — «Заняття з технічної праці в 6 класі» (посібник)
- 1986 — «Проблемное обучение на уроках труда»: Кн. для учителя / Д. А. Тхоржевский, В. Г. Гетта. — Минск: Нар. асвета, 1986. — 125,[3] с. : ил.; 20 см.
- 1988 — «Актуальные проблемы подготовки учителя общетехнических дисциплин» (монографія)
- 1989 — «У труді гартується особистість» (стаття)
- 1990 — «Методика викладання загальнотехнічних дисциплін і трудового навчання» (посібник; витримав три видання шістьма мовами, перші два — в 1973 і 1980)
- 1994 — «Трудова політехнічна школа: міфи і реальність (1917—1941 рр.)» (книга; з колективом авторів)
- 1998 — «Теоретичні засади виховання національної самосвідомості» (посібник; з колективом авторів)
- 1998 — «Загальноосвітня підготовка учнів у процесі трудового навчання» (посібник; з колективом авторів)
- 1999 — «Система виховання національної самосвідомості учнів загальноосвітньої школи» (посібник; з колективом авторів)
- 2001 — «Концепція „Трудового навчання у 12-річній загальноосвітній школі“ (проект)»

## Нагороди
- 1995 — заслужений працівник освіти України
- значок «Відмінник народної освіти УРСР»
- значок «Відмінник освіти СРСР»
- грамоти, медалі